# 卡代扬 (欧什区)
卡代扬（法語：Cadeillan，法語發音：[kadɛjɑ̃]）是法国热尔省的一个市镇，属于欧什区。

## 地理
卡代扬（43°25'15"N, 0°50'50"E）面积4.26 平方千米，位于法国奧克西塔尼大區热尔省，该省份为法国西南部内陆省份，北起顺时针与洛特-加龙省、塔恩-加龙省、上加龙省、上比利牛斯省、大西洋比利牛斯省和朗德省接壤。
与卡代扬接壤的市镇（或旧市镇、城区）包括：索沃泰尔、布瓦塞德、米朗博、埃斯庞、萨巴扬、图尔南。

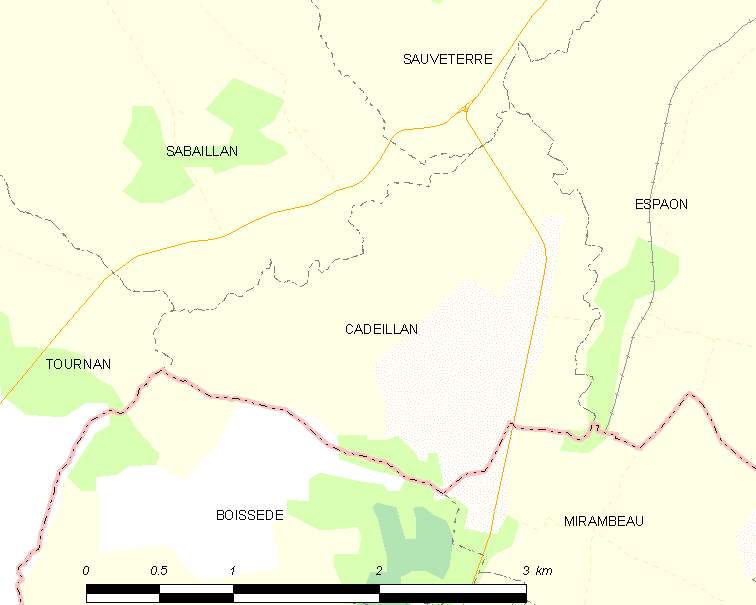
的OSM定位图

卡代扬的时区为UTC+01:00、UTC+02:00（夏令时）。

## 行政
卡代扬的邮政编码为32220，INSEE市镇编码为32069。

## 政治
卡代扬所属的省级选区为萨沃河谷县。

## 人口

1962-2008年间人口变化图示

卡代扬于2022年1月1日时的人口数量为78人。